# Octopus aspilosomatis
Octopus aspilosomatis är en bläckfiskart som beskrevs av Norman 1993. Octopus aspilosomatis ingår i släktet Octopus och familjen Octopodidae. Inga underarter finns listade i Catalogue of Life.